# Jens Nyhuus
Jens Nyhuus (født 28. februar 1990 i Rødovre) er en dansk tidligere håndboldspiller, der spiller som målmand.
Han debuterede som seniorspiller for F.C. København Håndbold. Desuden spillede han for FIF og Team Sydhavsøerne. Han indstillede karrieren i 2015.